# 亮子内親王
亮子内親王（りょうし（あきこ）ないしんのう、久安3年（1147年） - 建保4年4月2日（1216年4月27日））は、第77代後白河天皇の第1皇女。母は藤原成子（高倉三位。藤原季成の女）。伊勢斎宮、のち安徳天皇・後鳥羽天皇の准母・皇后宮、女院。院号は殷富門院（いんぷもんいん）、法名は真如観。同母弟妹に守覚法親王・以仁王・好子内親王・式子内親王・休子内親王がいる。

## 生涯
後白河天皇と高倉三位成子の間に生まれた最初の皇女で、久寿2年（1155年）の父・後白河天皇の即位に伴い、翌3年（1156年）4月19日に10歳で内親王宣下され、斎宮に卜定、同年9月に大膳職へ初斎院入り、同月15日野宮へ遷る。保元3年（1158年）8月11日、後白河天皇の譲位により群行もないまま退下。安元3年（1177年）母・成子が薨去、治承4年（1180年）、同母弟・以仁王が平家打倒に挙兵するが敗死。寿永元年（1182年）8月14日、安徳天皇の准母として皇后宮に冊立。平家が西国へ逃れた後、翌年（1183年）に後鳥羽天皇の践祚により同天皇の准母となり、文治3年（1187年）6月28日、院号宣下、殷富門院と号する。建久3年（1192年）後白河法皇の崩御により落飾。建仁元年（1201年）12月18日には、後鳥羽上皇の要請によって東宮守成親王（後の順徳天皇）の准母にもなっている（『猪隈関白記』）。以仁王の遺児で守覚法親王に弟子入りしていた道尊を養子とし、晩年に御所安井殿に建立した蓮華光院は道尊を開基として後に「安井門跡」と呼ばれた。建保4年（1216年）4月2日崩御。享年70。
ちなみに亮子内親王の女房には、歌人として知られる殷富門院大輔がおり、また藤原定家の姉の京極局と健御前も仕えていた（『明月記』）。